# Groeve Kasteel Oost

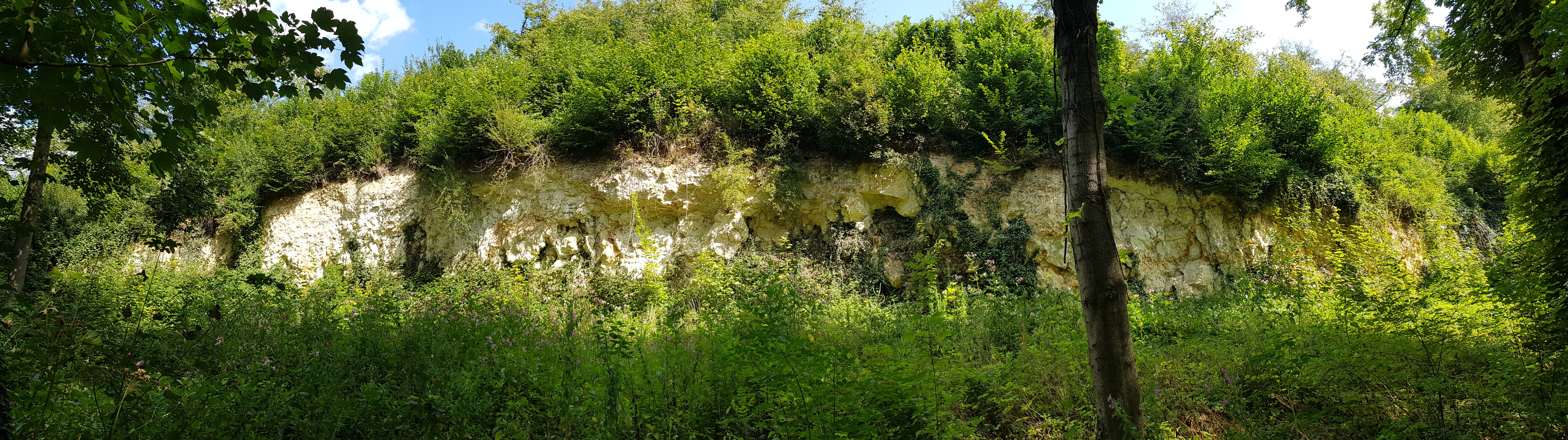
panorama-overzicht over de groeve

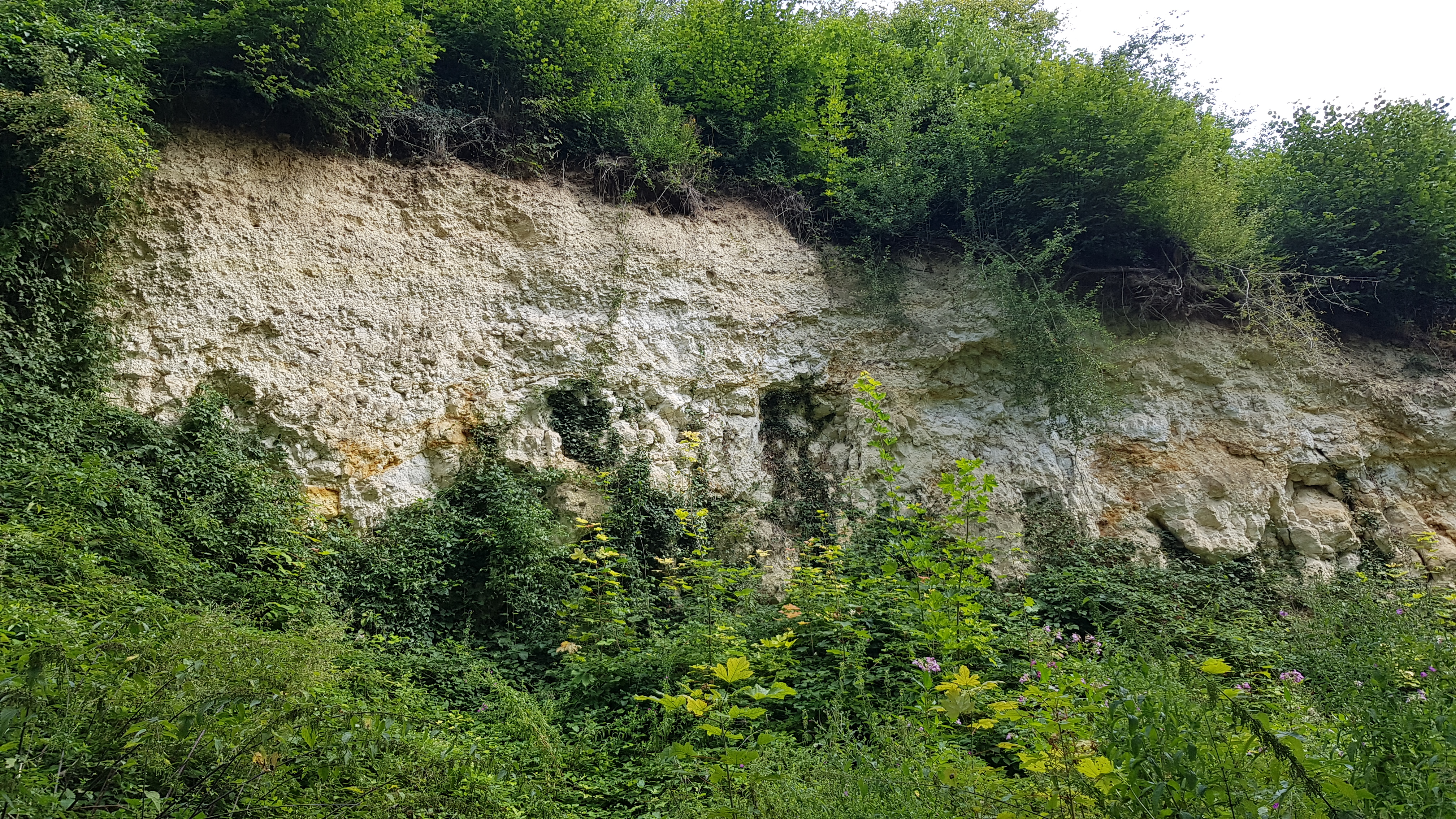
kalkwand van Groeve Kasteel Oost

De Groeve Kasteel Oost is een Limburgse mergelgroeve en geologisch monument in Nederlands Zuid-Limburg in de gemeente Valkenburg aan de Geul. De dagbouwgroeve ligt aan de Oosterweg ten oosten van Valkenburg aan de zuidwestelijke rand van het Schaelsbergerbos nabij de Geul. De groeve staat aan de voet van de Schaelsberg in een steilrand aan de zuidoostelijke rand van het Centraal Plateau.
Ten westen van de groeve staat Kasteel Oost. Op ongeveer 500 meter naar het zuidoosten ligt bij de Drie Beeldjes de Groeve bij de Drie Beeldjes, op ongeveer 125 meter naar het noordwesten ligt de Oosterweggroeve I en op respectievelijk ongeveer 200 en 250 meter naar het noorden liggen de Schaelsberggroeve en de Nevenschaelsberggroeve. Even ten zuiden van de groeve ligt de Sint-Jansbron.

## Geologie
De kalksteen in de groeve stamt uit het Boven-Krijt en betreft de Kalksteen van Valkenburg uit de Formatie van Maastricht. Deze kalksteen is geelgrijs van kleur. Een aantal meters dieper onder de bodem van de groeve bevindt zich de Kalksteen van Lanaye in de bodem uit de Formatie van Gulpen. Deze kalksteen is wit van kleur en heeft zwarte vuurstenen. Tussen deze twee kalksteenlagen zit de Horizont van Lichtenberg.
In de Zuid-Limburgse ondergrond gaat van het westen richting het oosten de Maastrichtse kalksteen geleidelijk over in Kunrader kalksteen die bestaat uit harde en zachte kalksteenbanken. In de groeve is deze overgang goed te zien doordat vuursteenbanken hier vrijwel verdwenen zijn en de harde en zachte kalksteenlagen reeds zwak zichtbaar zijn. De kalksteen in dit overgangsgebied wordt Schaelsberg kalksteen genoemd.